# クラウド アトラス
『クラウド アトラス』（原題：Cloud Atlas）は、2012年のSFドラマ映画。2004年に発表されたデイヴィッド・ミッチェルの小説、『クラウド・アトラス』を原作とする。映画は19世紀から未来まで、文明崩壊後までの異なる時代に舞台を置いた6つの物語を描き、トム・ハンクスらキャストは各エピソードに応じて複数の人物を演じるという、複雑な手法が取られる。
1849年、2144年、2321年の物語をウォシャウスキー姉妹が監督。1936年、1973年、2012年の物語をトム・ティクヴァが監督している。なお、日本での年齢制限は劇場公開時はPG12指定だったが、Blu-ray・DVD発売時にはR15+指定となっている。

## ストーリー
複数の物語が時間を越えて、ランダムかつシーンをシンクロさせながら進行していく。隻眼の老人ザックリー（トム・ハンクス）が、自身の時空を超えた数奇な物語を語るところから始まる。

### 波乱に満ちた航海の物語
1849年、米国の弁護士ユーイング（ジム・スタージェス）は南洋で奴隷貿易の契約を終え、医師グース（ハンクス）と共に帰国の航海につく。その船の中で、密航していた脱走奴隷オトゥア（デヴィッド・ジャーシー）に出会い、一度は断るも、懇願されて助ける。その後、ユーイングは船に積まれた契約金を狙うグースに毒を盛られ、殺されかけていたところをオトゥアに救われたことで考えを改め、奴隷商人の義父ハスケル（ヒューゴ・ウィーヴィング）と決別し、妻ティルダ（ペ・ドゥナ）と共に奴隷解放運動へ身を投じる。

### 幻の名曲の誕生秘話
その82年後の1931年、音楽を志す英国の青年フロビシャー（ベン・ウィショー）は、往年の大作曲家エアズ（ジム・ブロードベント）の下で採譜係として雇われる。彼はユーイングの航海日記を愛読しながら自分の交響曲を作曲していたが、曲と自分の自由を奪おうとしたエアズを銃で撃ってしまったため逃亡生活を送ることになる。フロビシャーは『クラウド・アトラス六重奏』を完成させた後、手紙を書き続けていた恋人シックススミス（ジェームズ・ダーシー）に遺書を残し、拳銃自殺する。

### 巨大企業の陰謀
その42年後の1973年、シックススミスは米国で物理学者となり、フックス（ヒュー・グラント）らが進める原子力発電所計画に従事していた。シックススミスは原発の欠陥を告発するためにジャーナリストのルイサ・レイ（ハル・ベリー）に報告書を託そうとするが、原発事故を望む石油マネーが雇った殺し屋ビル（ウィービング）に射殺される。報告書とフロビシャーの手紙を手にしたルイサも命を狙われるが、ルイサの亡父の戦友ネピア（キース・デイヴィッド）と共に殺し屋に立ち向かう。最後にはシックススミスの姪メーガンの協力により報告書は公開され、真実が明らかになる。

### ある編集者の大脱走
その39年後の2012年の英国。編集者カヴェンディッシュ（ブロードベント）の手元には新人作家の原稿、『ルイサ・レイ事件』がある。作家ダーモット（ハンクス）は目の敵にしていた批評家をパーティの最中に殺害して時の人となり、ダーモットの出版元であったカベンディッシュは大儲けするが、ダーモットの舎弟たちに恐喝され富裕な兄デニー（グラント）に助けを求める。カヴェンディッシュはデニーに騙され収容所同然の老人介護施設に入所させられてしまうが、入居者仲間と計画を立て、凶暴な看護師ノークス（ウィーヴィング）たちに立ち向かい施設から脱走する。そして自伝小説『カヴェンディッシュの大脱走』を執筆しながら、青春時代の恋人アーシュラ（スーザン・サランドン）と愛に満ちた余生を過ごす。

### 伝説のクローン少女と革命
その132年後の2144年。統一政府を戴く未来社会では、遺伝子操作で作られた合成人間（複製種）たちが人間（純血種）に支配され、労働力として酷使されていた。ネオソウルで給仕係をしていた複製種ソンミ451（ペ）は、あるとき純血種の映画（『カヴェンディッシュの大脱走』）を見て自分の境遇に疑問を抱く。その後ソンミは革命家チャン（スタージェス）に救出され、解放されたはずの複製種の仲間たちが殺され複製種の食事にされている実態を知らされる。革命軍は放送施設を占拠、ソンミは全世界に向けて演説を行う。同時に革命軍は政府軍の強襲を受け、チャンと仲間は戦死。捕らえられたソンミも、統一政府から派遣された官僚に真実とチャンへの愛を語ったあと、処刑される。

### 崩壊した地球での戦い
その177年後の2321年。文明の崩壊した地球。ある島では島民たちは凶悪な人食い族に怯えながら、女神ソンミを崇め、素朴な生活を送っていた。島の住民ザックリー（ハンクス）は彼の心の闇の部分であるオールド・ジョージー（ウィーヴィング）に悩まされ続けており村でも孤立していた。ある日、「昔の人」の技術を持つプレシエント族の女性メロニム（ベリー）が、人々が恐れる「悪魔の山」へのガイドを探して村にやってくる。ザックリーは過去の様々な魂の記憶を夢に見て巫女アベス（サランドン）から三つの啓示を賜る。最初の啓示によってメロニムと共に人喰い族から逃れたたザックリーは、姪の命を救ってもらう代りにガイドを引き受ける。二つ目の啓示によってオールド・ジョージーの囁きに打ち勝ってメロニムの命を救い、無事に山頂にたどり着く。メロニムは山頂の宇宙港から地球外コロニーへの救難信号を送信する。汚染により地球人類は滅びかけていたのだ。山から戻ると村は人食い族の襲撃により全滅しており、ザックリーは三つ目の啓示を守らなかったために追撃を受けて窮地に陥るが、メロニムの銃に助けられて生き延び、唯一助かった姪とともにプレシエント族の施設に移住する。

### エピローグ
2346年、場面は最初の老いたザックリーに戻る。語っていた相手は沢山の子供たちで、舞台は地球から遠く離れた惑星。共に老いたザックリーとメロニムが仲睦まじく寄り添う姿で幕は閉じられる。

## キャスト

### 主要人物
アダム・ユーイング
演 - ジム・スタージェス
1849年の主人公。奴隷船の公証人。胸に彗星型の痣がある。
ロバート・フロビシャー
演 - ベン・ウィショー
1931年の主人公。作曲家志望の青年。背骨の辺りに彗星型の痣がある。
ルイサ・レイ
演 - ハル・ベリー
1973年の主人公。女性ジャーナリスト。鎖骨の辺りに彗星型の痣がある。
ティモシー・カベンディッシュ
演 - ジム・ブロードベント
2012年の主人公。老編集長。右足首の辺りに彗星型の痣がある。
ソンミ451
演 - ペ・ドゥナ
2144年の主人公。労働専用のクローン人間。首の辺りに彗星型の痣がある。
ザックリー
演 - トム・ハンクス
2321年の主人公。崩壊した文明の羊飼い。後頭部に彗星型の痣がある。
ルーファス・シックススミス
演 - ジェームズ・ダーシー
1931年と1973年の両方の時代に登場する唯一の人物。物理学者。フロビシャーの恋人でありルイサ・レイに重要な報告書を託す。
- ヒューゴ・ウィーヴィング、ヒュー・グラント、スーザン・サランドンは全エピソードに共通して脇役、または悪役を演じている。

### 各配役
キャストは以下の通り。太字は主人公を示す。
| 俳優                     | “波乱に満ちた航海の物語”（1849年） | “幻の名曲の誕生秘話”（1931年） | “巨大企業の陰謀”（1973年）                                             | “ある編集者の大脱走”（2012年）   | “伝説のクローン少女と革命”（2144年）               | “崩壊した地球での戦い”（2321年）   |
| ------------------------ | ---------------------------------- | ------------------------------ | ---------------------------------------------------------------------- | -------------------------------- | -------------------------------------------------- | ---------------------------------- |
| トム・ハンクス           | ドクター・ヘンリー・グース         | 安ホテルの支配人               | アイザック・サックス                                                   | ダーモット・ホギンズ             | 『カベンディッシュの大災難』の主演俳優             | ザックリー                         |
| ハル・ベリー             | 農園で働くマオリ族                 | ジョカスタ・エアズ             | ルイサ・レイ                                                           | 出版パーティーのインド人女性客   | ソンミの首輪を外す闇医者オビッド                   | メロニム                           |
| ジム・ブロードベント     | モリヌー船長                       | ビビアン・エアズ               | N/A                                                                    | ティモシー・カベンディッシュ     | 路上の二胡弾き                                     | プレシエント族                     |
| ヒューゴ・ウィーヴィング | ハスケル・ムーア                   | 指揮者ケッスルリング           | 殺し屋ビル・スモーク                                                   | 女看護師ノークス                 | メフィー評議員                                     | オールド・ジョージー               |
| ジム・スタージェス       | アダム・ユーイング                 | 安ホテルを追い出される客       | メーガン（シックススミスの姪）の父親（写真）                           | スコットランド人のラグビーファン | ヘジュ・チャン                                     | ザックリーの義弟アダム             |
| ペ・ドゥナ               | ティルダ                           | N/A                            | メーガン（シックススミスの姪）の母親（写真）／違法工場のメキシコ人女性 | N/A                              | ソンミ451、ソンミ351、売春婦ソンミ                 | N/A                                |
| ベン・ウィショー         | 船の給仕係                         | ロバート・フロビシャー         | レコード店店員                                                         | デニーの妻ジョージェット         | N/A                                                | 部族の男                           |
| キース・デイヴィッド     | 召使いクパカ                       | N/A                            | ジョー・ネピア                                                         | N/A                              | アンコー・アピス将軍                               | プレシエント族                     |
| ジェームズ・ダーシー     | N/A                                | 若きルーファス・シックススミス | 老年のルーファス・シックススミス                                       | 施設の看護師ジェイムズ           | 記録官                                             | N/A                                |
| 周迅                     | N/A                                | N/A                            | 死体を発見する男性ホテル従業員                                         | N/A                              | ユナ939                                            | ザックリーの妹ローズ               |
| デヴィッド・ジャーシー   | オトゥア                           | N/A                            | ルイサの父レスター（写真）                                             | N/A                              | N/A                                                | プレシエント族のデュオファイサイト |
| スーザン・サランドン     | ホロックスの妻                     | N/A                            | N/A                                                                    | アーシュラ                       | 男性科学者ユースフ・スレイマン                     | アベス                             |
| ヒュー・グラント         | ホロックス牧師                     | 高級ホテルの警備員             | ロイド・フックス                                                       | デニー・カベンディッシュ         | リー師                                             | コナ族のチーフ                     |
| ロバート・ファイフ       | 老船員                             | N/A                            | N/A                                                                    | ミークス老人                     | N/A                                                | プレシエント族                     |
| ブロディ・ニコラス・リー | N/A                                | N/A                            | ハビエル・ゴメス少年（のちの「ルイサ・レイの謎」の著者）               | N/A                              | N/A                                                | ザックリーの甥ジョナス             |
| レイヴァン・リー・ハナン | N/A                                | N/A                            | N/A                                                                    | N/A                              | ユナ939にキーを奪われる幼い少女                    | ザックリーの姪カトキン             |
| 朱珠                     | N/A                                | N/A                            | シックススミスの姪メーガン                                             | N/A                              | リー師の下で働き星12をためて旅立ったファブリカント | N/A                                |
| シルベストラ・ル・タゼル | ハスケル・ムーア家の招待客の一人   | N/A                            | N/A                                                                    | 施設の女性看護師ジャッド         | パパソン屠殺工場船の助手                           | N/A                                |

### 日本語吹替
| 俳優                     | 日本語吹替 |
| ------------------------ | ---------- |
| トム・ハンクス           | 井上和彦   |
| ハル・ベリー             | 本田貴子   |
| ジム・ブロードベント     | 石丸博也   |
| ヒューゴ・ウィーヴィング | 稲葉実     |
| ジム・スタージェス       | 関智一     |
| ペ・ドゥナ               | 高橋美佳子 |
| ベン・ウィショー         | 前野智昭   |
| キース・デイヴィッド     | 手塚秀彰   |
| ジェームズ・ダーシー     | 高橋広樹   |
| 周迅                     | 岡田栄美   |
| デヴィッド・ジャーシー   | 伊藤健太郎 |
| スーザン・サランドン     | 一城みゆ希 |
| ヒュー・グラント         | 小原雅人   |

その他声の出演：池田ヒトシ、中尾一貴、武田幸史、林和良、西健亮、玉木雅士、板取政明、水野ゆふ、石田嘉代、田村睦心、潘めぐみ、合田絵利
翻訳：野口尊子、演出：蓑浦良平、制作：ACクリエイト、

## 製作
2009年1月、ティクヴァが小説『クラウド・アトラス』の映画脚本化にウォシャウスキー姉弟とともにとりかかっていることを明らかにし、ナタリー・ポートマンの出演が噂された。2010年6月にはポートマンのほかにハンクス、ベリー、ジェームズ・マカヴォイ、イアン・マッケランが出演を依頼されたと報じられた。2011年4月にはハンクスの出演と姉弟の共同監督が、2011年5月にはベリー、ウィーヴィング、ウィショー、ブロードベント、サランドンの出演が明らかになった。
映画はドイツのXフィルム・クリエイティブ・プール、Aカンパニー・フィルムプロドゥクツィオンゲゼルシャフト、メディエンボルト・ベルリンブランデンブルク、フィルムシュティフトゥングNRWと、アメリカのアナーコス・プロダクションズ、香港の寰亜綜藝集団、新原野娯楽伝媒、シンガポールのアセンション・ピクチャーズの出資を受けている。製作予算は1億米ドルに上り、ドイツの新聞『ディ・ヴェルト』は本作を「史上最高額のドイツ映画」「ドイツ製ブロックバスターという初の試み」と呼んだ。
撮影はドイツのバーベルスベルク撮影所で2011年9月16日に始まり、12月21日に終わった。撮影はスコットランドのグラスゴーやスペインのマヨルカ島でも行われたが、プロデューサーのシュテファン・アルントによると全体の約8割はバーベルスベルクで行われた。姉弟とティクヴァは、別々のスタッフを使って並行して撮影を行った。
ワーナー・ブラザースは当初、上映時間を150分以内にするとの条件で契約を結んだ。しかし、完成した映画は164分に及び、最終的にこれを了承した。アメリカ映画協会は「暴力描写、言葉遣い、性的/ヌード描写および軽度の薬物使用」のために映画を「R」に指定した。

## 公開
2012年6月、ワーナー・ブラザースは映画の北米における公開日を2012年10月26日と設定し、同時にイギリス、フランス、スペイン、オーストラリア、日本における権利を獲得、これらの地域では2013年初頭に公開すると発表した。
2012年7月26日には、約6分に及ぶ予告編と、3人の監督による映画の解説の映像が公開された。